# Paduniella capensis
Paduniella capensis is een schietmot uit de familie Psychomyiidae. De soort komt voor in het Afrotropisch gebied.